# Alfred Flury
Alfred Flury (* 16. April 1934 in Wangen bei Olten; † 6. April 1986 ebenda) war ein Schweizer römisch-katholischer Geistlicher und Liedermacher (Neues Geistliches Lied).

## Leben und Wirken
Flury besuchte die Primarschule in Wangen bei Olten und das Gymnasium im Kollegium St. Fidelis in Stans (Matura 1954). Nach dem Theologiestudium am Priesterseminar Luzern empfing er die Priesterweihe und wirkte erst als Vikar in Grenchen, dann als Religions- und Gesangslehrer am Kollegium St. Michael in Zug. 
Schon während des Theologiestudiums hatte er die erste Schallplatte aufgenommen; in Zug entstanden zahlreiche weitere Lieder, u. a. das bekannte Lass die kleinen Dinge. Als Kaplan Flury war er damals weiten Kreisen, über konfessionelle Grenzen hinweg, als religiöser Liedsänger vertraut. 
Ab 1967 wohnte er wieder im Elternhaus und widmete sich neben seinen Auftritten der Jugendarbeit und der Drogenprophylaxe. In der in Zürich erschienenen Jugendzeitschrift Pop beantwortete er zeitweise in der Kolumne Unter uns Briefe der Leser.
Am 6. Oktober 1971 entstand die Kaplan-Flury-Stiftung (heute: aktion-nodrugs), die der Jugendwohlfahrt dient (heutiger Slogan: clean is in – Wir engagieren uns für eine gesunde, drogenfreie Jugend mit Zukunft.). Auch hier kannte Flury keine nationalen oder religiösen Grenzen. Sein Wirken verschob sich auf die Schaffung von Jugendwerkstätten, Vorträge vor großen Firmen und die Einzel-Seelsorge und -Fürsorge (Lebensberatung), wobei sein Vaterhaus zum Haus der offenen Tür wurde. Zur Drogenproblematik publizierte er mehrere Bücher. 
Alfred Flury verstarb am 6. April 1986 an den Folgen eines Magen- und Darmleidens im Alter von 51 Jahren und 355 Tagen.

## Diskografie

### Studioalben
- 1965: Lass die kleinen Dinge
- 1972: Kaputte Lieder über eine heile Welt
- 1976: Pianola-Time

### Kompilationen
- 2008: Mit Gitarre und Sonnenrad

### Weihnachtsalben
- 1965: Weihnachten mit Kaplan Flury

### EPs
- 1964: Ich will an deiner Seite geh’n
- 1964: Singt Lieder zur Weihnachtszeit
- Don-Bosco-Jugendmesse
- Ich glaube an die Menschen

### Lieder
- Das Neue kommt
- Du bist die Welt durchfahren
- Es geht ein Weg so weit
- 1964: Es gibt ein Wort, und das ist für dich das Leben
- Ich habe gesungen
- Lass die kleinen Dinge
- Man hat mir einst von dir erzählt
- 1967: Warum / Denk noch einmal darüber nach
- Solang’ noch eine Blume blüht
- Man singt hier und dort Halleluja
- Don Bosco-Jugendmesse
- Ich will an Deiner Seite gehen
- 1970: Jimi, oh Jimi Hendrix